# Sebastião Ávila de Vasconcelos
Francisco Ávila Vasconcelos (Santa Cruz da Graciosa, 23 de junho de 1850 — Angra do Heroísmo, 14 de abril de 1928) foi governador civil do distrito de Angra do Heroísmo.